# Töcksfors
Töcksfors is een plaats in de gemeente Årjäng in het landschap Värmland en de provincie Värmlands län in Zweden. De plaats heeft 1158 inwoners (2010) en een oppervlakte van 191 hectare. De plaats ligt in de buurt van de Europese weg 18 op een afstand van ongeveer 5 kilometer van de Noorse grens. De plaats ligt in een landschap, dat vooral bestaat uit bossen en meren, maar er is ook wel landbouwgrond te vinden. De plaats ligt aan het noordelijke deel van het Dalslandkanaal.